# ألبرت تشارلز سميث
ألبرت تشارلز سميث (1906-1999) (بالإنجليزية: Albert Charles Smith)‏ هو عالم نبات أمريكي.